# IGraal
iGraal es una plataforma online de cashback, ofertas y cupones. La plataforma permite a los usuarios obtener cashback en sus compras online a través de enlaces de afiliados a varios minoristas. La plataforma se fundó en 2006 en Boulogne-Billancourt, Francia. Es propiedad de Global Savings Group y opera en Francia, Alemania, España e Italia.

## Historia
iGraal fue fundada en 2006 por Christian Goaziou en Boulogne-Billancourt, Francia. Se trata de un sitio web de cashback en el que los usuarios obtienen un porcentaje de devolución del dinero de sus compras realizadas a través de los enlaces de afiliados del sitio a diversos minoristas. El sitio también ofrece códigos de cupones junto con sus ofertas de cashback, incluyendo cupones imprimibles en Francia. También, en 2006, iGraal fue galardonada con el premio Joven Empresa Innovadora por Jeune Entreprise Innovante.
En 2009, iGraal se expandió a Alemania. En 2011, iGraal registró unos ingresos de 10 millones de euros y en 2012 alcanzó un millón de usuarios. iGraal también lanzó su primera aplicación móvil en 2013. En 2015, la empresa anunció el lanzamiento de cupones imprimibles que podían utilizarse en los supermercados para ahorrar dinero. En 2016, M6 Group adquirió el 51% de iGraal. A principios de 2018, iGraal había alcanzado más de 4 millones de usuarios en Francia y Alemania. En 2019, iGraal lanzó iGraal Market, una app para ganar cashback en supermercados en Francia.
En 2020, Global Savings Group (ahora Atolls) adquirió iGraal a M6 Group en una operación en efectivo y acciones valorada en 123,5 millones de euros. Ese mismo año, el sitio se lanzó en España.
En 2023, el sitio alcanzó los 10 millones de usuarios en Francia. iGraal también y la empresa lanzó un producto que ofrecía cashback en compras con tarjeta regalo en Francia, Alemania y España en 2023.
En 2024, el sitio se lanzó en el mercado italiano.
En la actualidad, iGraal colabora con más de 4.000 sitios en Europa ofreciendo cashback a los usuarios. Entre los sitios figuran marcas como Aliexpress, Lieferando, ASOS, Hotels.com, Nike, TEMU, Expedia y otras marcas conocidas. La empresa no cobra por registrarse y utilizar iGraal, ya que gana dinero de las marcas con las que se asocia.